# بروبولينغو
بروبولينغو ((بالإندونيسية: Kota Probolinggo)‏, (بالجاوية: ꦥꦿꦧꦭꦶꦁꦒ)‏) هي مدينة تقع على الساحل الشمالي لمقاطعة جاوة الشرقية بإندونيسيا. تبلغ مساحتها 56.67 كيلومتر مربع، وقد بلغ عدد سكانها 217،062 نسمة في تعداد عام 2010؛ وآخر تقدير رسمي في 2014 بلغ 223،159.
مثل معظم شمال جاوة الشرقية، يسكن المدينة عدد كبير من المادورييين بالإضافة إلى الكثير من الجاويين. وهي تقع على أحد الطرق السريعة الرئيسية عبر جزيرة جاوة، وتحتوي على ميناء يستخدم بكثافة بواسطة سفن الصيد.
في ظل الإدارة الاستعمارية الهولندية لجزر الهند الشرقية، وخاصة في القرن التاسع عشر ، كانت بروبولينغو مركزًا إقليميًا مربحًا لتكرير وتصدير السكر، وما زال السكر منتجًا مهمًا للمنطقة.
تشتهر المدينة بإنتاج المانجو، وتسمى محليًا "mangga manalagi". كانت المدينة تنتج العنب أيضًا، لكن إنتاج وزراعة العنب حاليا قليل.